# Caucaea
Caucaea es un género de orquídeas epífitas. Tiene nueve especies. El género se distribuye a través del Norte occidental de América del Sur por lo general en Colombia, Ecuador y Venezuela.   Comprende 23 especies descritas y de estas, solo 9 aceptadas.

## Características
Las plantas se encuentran cada vez más como epifitas y florecen en un tallo erecto con pocas flores.

## Taxonomía
El género fue descrito por Rudolf Schlechter y publicado en Repertorium Specierum Novarum Regni Vegetabilis 7: 189. 1920. La especie tipo es: Caucaea obscura (F. Lehm. & Kraenzl.) Schltr.
Etimología
Caucaea: nombre genérico que alude a su localización en las cercanías del río Cauca..

## Especies aceptadas
A continuación se brinda un listado de las especies del género Caucaea aceptadas hasta febrero de 2014, ordenadas alfabéticamente. Para cada una se indica el nombre binomial seguido del autor, abreviado según las convenciones y usos. 
- Caucaea alticola (Stacy) N.H.Williams & M.W.Chase, Lindleyana 16: 283 (2001)
- Caucaea andigena (Linden & Rchb.f.) N.H.Williams & M.W.Chase, Lindleyana 16: 283 (2001)
- Caucaea macrotyle (Königer & J.Portilla) Königer, Arcula 14: 360 (2003)
- Caucaea nubigena (Lindl.) N.H.Williams & M.W.Chase, Lindleyana 16: 283 (2001)
- Caucaea olivacea (Kunth) N.H.Williams & M.W.Chase, Lindleyana 16: 283 (2001)
- Caucaea phalaenopsis (Linden & Rchb.f.) N.H.Williams & M.W.Chase, Lindleyana 16: 283 (2001)
- Caucaea radiata (Lindl.) Mansf., Repert. Spec. Nov. Regni Veg. 35: 343 (1934)
- Caucaea sanguinolenta (Lindl.) N.H.Williams & M.W.Chase, Lindleyana 16: 284 (2001)
- Caucaea tripterygia (Rchb.f.) N.H.Williams & M.W.Chase, Lindleyana 16: 284 (2001)